# Движение священников для Третьего мира
Движение священников для третьего мира (исп. Movimiento de Sacerdotes para el Tercer Mundo; MSTM) было течением, основанным в 1967 году в рамках аргентинской католической церкви, которая пыталась сформулировать идею обновления церкви после Второго Ватиканского собора при активном политическом и общественном участии.
В его состав входили в основном священники, работавшие в трущобах и рабочих кварталах. Многие из участников движения отождествляли себя с перонизмом и в некоторых случаях интегрировались либо были близки к так называемому революционному перонизму или марксизму, даже действуя в партизанских организациях. Это было непосредственным предшественником «Теологии освобождения» и ее аргентинской версии, «Tеологии народа». Фактически движение прекратило существование в 1976 году из-за государственного терроризма, установленного правой военно-гражданской диктатурой, пришедшей к власти в том же году.

## Предшествующие события
В октябре 1958 года Иоанн XXIII был избран Папой, известным как «добрый Папа» за его способность и характер общаться с другими, а также за его реформистское стремление. По этой причине он считается отцом современной церкви, рожденным на Втором Ватиканском соборе.
Учитывая наступление послевоенного периода и глобальные преобразования (потребительство, сомнение в традициях и, прежде всего, развитие других религиозных течений), которые поставили под угрозу власть, которую католическая церковь имела до Второй мировой войны, новая позиция на стороне из наиболее обездоленных и бедных, отказавшись от территориального и политического пространства, которым он ранее обладал.
Целью Иоанна XXIII было приблизить церковь к людям, независимо от расы или социального положения, чтобы способствовать росту католической веры, обновлению обычаев христианского народа и, таким же образом, приспособить церковную дисциплину. к конъюнктурным требованиям. 4
Он начинается с обновления структуры католицизма (1958 г.), которое вызвало дискуссии о левой политике, которые ранее считались «дьявольскими». Для этого он опубликовал две энциклики, «Mater et Magistra», социального содержания, и «Pacem in Terris», в которых поощрялось активное участие католиков в общественной жизни, сотрудничество с некатоликами и улучшение условий жизни. Оба папских письма являются сформулированы в социальной доктрине Церкви, собирая наследие «Rerum Novarum» Папы Льва XXIII.
В январе 1959 года было объявлено о созыве Ватиканского Собора. Затем, в октябре 1962 года, начался первый из четырех периодов встреч, во время которых он должен был состояться. В период с 1962 по 1965 год в совещаниях приняли участие более 2500 отцов Совета.
21 июня 1963 года в связи со смертью Иоанна XXIII кардинал Джованни Монтини (по прозвищу Павел VI) избран Папой, который продолжит реформы своего предшественника. Среди основных — обряд мессы и использование местных языков (уступила место латыни).
Церковь перестает иметь монополию на веру и становится достоянием совести6.
Папская энциклика «Populorum Progressio» опубликована 26 марта 1967 года с целью содействия развитию народов.
Продолжая социальную доктрину, 28 марта 1967 года появилось издание Populorum Progressio7, энциклический документ, который произвел большое влияние, особенно в странах третьего мира в Латинской Америке, критикуя последствия капиталистической системы. Таким образом, возникли две фундаментальные концепции, которые позже примет MSTM: революционное насилие и институционализированное насилие для обозначения насильственных реакций в ответ на ситуации несправедливости и угнетения, которым подвергалась большая часть населения8.
Это движение обновления в католической церкви дало очень заметные результаты, особенно изменения в культе и светской ориентации церкви, установленной на Втором Ватиканском соборе. Также в указаниях на участие Церкви в общественной деятельности содержится в энциклике, продиктованной Папой Павлом VI.
15 августа 1967 года бразильский епископ Элдер Камара возглавил группу из 18 епископов из Латинской Америки, Азии и Африки, которые составили манифест в поддержку "мучительного призыва Папы Павла VI в энциклике Populorum Progressio, в которой описывалась ситуация бедность и беспомощность граждан третьего мира с эксплуатацией, которой их подвергает «денежный империализм» транснациональных корпораций, с одобрения правительств и выражения религиозной приверженности ее преодолению9. угнетатели мира бедных «, и предлагает христианам присоединиться к» другой социальной системе, менее удаленной от евангельской морали «, отвергая в то же время» тоталитарный коллективизм и религиозные преследования " 2
Конформация
Епископ Гойи Альберто Девото первым в Аргентине получил документ, написанный 18 епископами, и передал его священнику Мигелю Рамондетти, который перевел его вместе со своим коллегой Родольфо Риччарделли, они напечатали его и вместе с Эктором Ботан распространен. 31 декабря 1967 года 270 священников, среди которых было трое упомянутых, обратились с письмом к епископу Хелдеру Камара, придерживающемуся манифеста. Этот факт можно считать основополагающим документом Движения священников за третий мир (MSTM), к которому были быстро добавлены 22 подписи13.
Реакция на базовый документ, подготовленный Латиноамериканским епископальным советом для Медельинской епископальной конференции, обнаружила, что аргентинская курия уже кипит. Первое собрание MSTM, состоявшееся в мае 1968 года13, было молчаливо одобрено епископами Гильермо Болатти, Энрике Ангелелли, Альберто Девото, Херонимо Подеста, Хайме де Неварес, Адольфо Тортоло и Висенте Заспе, хотя ни один из них не стал частью Движение. MSTM направил на собрание епископов в Медельине письмо, которое подписали 400 аргентинских священников и еще 500 из других латиноамериканских стран14.
Основными идеями, изложенными в указанном письме, были: насилие и экономическая ситуация в Латинской Америке; меньшинства и «международный денежный империализм»; участие католической церкви в репрессивном механизме и просьба к латиноамериканским священникам поддержать изменения в пользу справедливости.
Между 24 августа и 6 сентября 1968 г. собрание II Генеральной конференции епископата Латинской Америки в колумбийском городе Медельин пришло к аналогичным выводам; в составленном им документе провозглашается приверженность Церкви делу улучшения положения бедных, принимая меры в ситуациях, которые вызывают страдания. Согласно CELAM, адаптация к политическому моменту обязывала священников поддерживать политические действия различного характера — революционные, мирные или насильственные — в различных национальных контекстах.
Вместе с многочисленными непрофессионалами MSTM посвятила себя социальной работе в маргинальных областях в дополнение к поддержке требований рабочих. Это усилило его внедрение через гильдии. Священник не выступал в роли советника или товарища профсоюзных лидеров, это была конкретная встреча в актах социального протеста и организации соседства. Близость к профсоюзу сблизила многих его членов с движением перонистов.
Вторая встреча состоялась 1, 2 и 3 мая 1969 года в Колония-Каройя, Кордова.13 На третьей встрече MSTM стал очевиден четкий подход к перонизму15. Затем писатель Карлос Сахери опубликовал книгу против MSTM, в котором Мигель Рамондетти выделяется как «коммунист» 16.
MSTM соединилась с континентальным течением теологии освобождения, продемонстрировала теологическую перспективу выбора для бедных, таких как Роландо Конкатти, 17 18 19, и нашла теоретический инструмент для своей пастырской работы с публикацией книги «Теология освобождения: перспективы». Густаво Гутьерреса Мерино, в 1971 году. Теологический дрейф не заставил себя долго ждать, чтобы получить резкие осуждения со стороны епископата. Заявление MSTM, которое выступало за социализацию экономической, политической и культурной власти и подавление частной собственности на средства производства20, было объявлено иерархией как противоречащее церковной доктрине, что не помешало монсеньору Эдуардо Пиронио, заявил в феврале 20, 1972, что «Движение священников для стран третьего мира, несомненно, является религиозным движением с замечательной самоотдачей, оно также является уроком самоотверженности и во многих случаях героизма» 13.
Ссылка на рассылку новостей
Это был официальный коммуникационный орган MSTM. С сентября 1968 года по май 1973 года было опубликовано 28 выпусков, что в целом совпало с траекторией развития MSTM. Он служил для внутреннего общения сторонников MSTM и имел общенациональное распространение. Его директорами были священники Альберто Карбоне (Буэнос-Айрес, 1968—1970), Мигель Рамондетти (Гойя, 1970—1973) и Освальдо Катена (Санта-Фе, 1973) 21.
Расхождения
Основная полемика касалась вооруженной борьбы и применения насилия. С одной стороны, мировоззрение движения основывалось на идеях Пьера Тейяра де Шардена и на доктрине приверженности миру Эммануэля Мунье, Ива Конгара, Мишеля Кууа, а также на трудах Густаво Гутьерреса и других основоположников. богословы теологии освобождения, отвергавшие вооруженную борьбу. С другой стороны, влияние марксизма на основные революции 20 века, сопротивление перонистов диктатуре после 1955 года, рост партизанских освободительных движений в Латинской Америке после кубинской революции — среди них М. ontoneros и другие вооруженные организации в Аргентине, а также труды и борьба колумбийского партизанского священника Камило Торреса Рестрепо оказали влияние на некоторые слои движения, которые разработали теологическое оправдание революционного насилия, связав его с традиционным правом сопротивления против угнетение в то время, когда военная диктатура и государственный терроризм были широко распространены в Латинской Америке, поддерживались Соединенными Штатами и продвигались Школой Америки через Доктрину национальной безопасности.
Эти разногласия привели к сильному разрыву на встрече 1973 года, которая оказалась непримиримой; Хотя индивидуальные действия священников не уменьшились, они перестали выступать в качестве организованного фронта. Некоторые священники из стран третьего мира в те годы оставили свои рясы, чтобы присоединиться к партизанам, в то время как другие представители движения, такие как отец Карлос Муджика и отец Карбоне, национальный советник JEC, продолжали отвергать вооруженную борьбу22, дифференцируя MSTM от партизаны. В 1968 году Мугица возглавил движение в MSTM, священников, которые решили жить и посвятить себя потребностям населения трущоб, известных как священники villeros.
Другие различия касались политического положения, даже внутри самого перонизма. Линия, ближайшая к руководству профсоюзов, продвигала концепцию относительно нисходящего движения, в то время как внутренние должности выступали за более децентрализованную структуру. Наконец, одни перонисты категорически отвергали марксизм, другие считали его адекватным методом социального анализа. Вопрос об обязательном безбрачии и членстве в MSTM женатых священников также породил внутренние разногласия в MSTM, которые обсуждали этот вопрос на собрании 1973 года.

## Члены
MSTM составляли более 400 священников, среди них отцы Мигель Рамондетти, Родольфо Риччарделли, Эктор Ботан, Карлос Муджика, убитый в 1974 году, Элиас Мюссе, Рубен Дри, Роландо Конкатти, Рафаэль Якуцци, Хорхе Адур, Доминго Антонио Бреши. Карбоне, Луис Фаринелло, Мигель Э. Хесейн, Пабло Тиссера, Освальдо Катена, Фернандо Боассо, Хорхе Вернацца, Карлос Агирре, Альдо Бюнтиг, Хосе «Пепе» Серра, Освальдо Мусто (до декабря 1968 года), Висенте Кончелти, Оскарсель, Эдгар Тарикко, Мигель Перес Бургоа, Агустин Тотера, Карлос Пухоль.13 23
На момент своего расцвета движение насчитывало 524 члена24.

## Вымирание
Вместе с возрождением репрессий, после смерти Перона и подъема Хосе Лопеса Рега, движение утратило способность действовать и через несколько лет распалось. Хотя некоторые из ее членов оставили священство, особенно для того, чтобы вступить в брак, большинство осталось в нем; Исследование 1988 года показало, что 67 % по-прежнему сохранили свой церковный статус.25 Двадцать священников, которые были членами MSTM, были убиты.13 Движение священников villeros выжило и было признано в 2009 году созданием специального викариата в архиепископстве Буэнос-Айреса.
В настоящее время отец Пепе, пожалуй, один из самых распространенных референтов. Как и в прежние времена, когда «пластыри» (как их ласково называли) преследовались диктатурой и в некоторых случаях убивались, сегодня именно торговцы наркотиками, размещенные в деревнях, преследуют деревенских священников. Это случай отца Пепе, который был вынужден переехать из своего места проживания, чтобы сохранить свою физическую неприкосновенность и целостность людей, которые его сопровождали26.
В свою очередь, движение Священников в программе льготного выбора для бедных сегодня продолжает эту линию работы с целью углубления социальной доктрины Церкви.